# Berosus hatchi
Berosus hatchi är en skalbaggsart som beskrevs av Miller 1965. Berosus hatchi ingår i släktet Berosus och familjen palpbaggar. Inga underarter finns listade i Catalogue of Life.